# 744

744(칠백사십사)는 743보다 크고 745보다 작은 자연수다.

## 수학
- 합성수로, 그 약수는 총 16개다. (1, 2, 3, 4, 6, 8, 12, 24, 31, 62, 93, 124, 186, 248, 372, 744)
  - 744의 진약수의 합은 1176이므로, 744는 과잉수다.
- {\displaystyle 744=210+247+287}
  - 연속하는 세 오각수의 합으로 나타낼 수 있는 수다. 이 성질을 지닌 앞의 수는 633, 다음 수는 864다.
- {\displaystyle 744=179+181+191+193}
  - 연속하는 네 소수(素數)의 합으로 나타낼 수 있는 수다., 이 성질을 지닌 앞의 수는 724, 다음 수는 762이다.
- 자릿수 제곱합이 제곱수인 64번째 자연수다. ({\displaystyle 7^{2}+4^{2}+4^{2}=9^{2}}) 이 성질을 지닌 앞의 수는 700, 다음 수는 766이다. (OEIS의 수열 A175396)
- {\displaystyle 61^{2}-1}은 744로 나누어떨어진다.

## 과학
- NGC 744: 페르세우스자리 방향에 있는 산개성단.

## 교통

### 철도
- 서울 지하철 7호선 대림역의 역번호.

### 도로
- 744번 지방도: 전북특별자치도 군산시 옥서면에서 나포면까지 이어지는 대한민국의 지방도.
- 744번 후쿠오카현도(일본어판)

## 군사
- 744 해군 항공대(영어판): 영국의 해군 항공대.
- U-744(영어판, 독일어판): 제2차 세계 대전에 사용된 나치 독일의 군용 잠수함.

## 문화유산
- 대한민국의 보물 제744호: 정조필 국화도

## 기타
- 연도: 744년, 기원전 744년